# Lac des Hôpitaux
Le lac des Hôpitaux est un lac du Bugey (sud du massif du Jura) situé sur le territoire de La Burbanche dans l'Ain en France. D'une superficie de  17 hectares et peu profond, il est utilisé pour la pêche de loisirs. La baignade n'y est pas autorisée, le lac n est pas surveillé et l'eau reste froide car alimentée par la fonte des neiges et des sources de montagne. Dans sa partie orientale, le lac est associé au marais et à la source du Furans, rivière de 1ère catégorie et sous affluent du Rhône et est classé zone naturelle d'intérêt écologique, faunistique et floristique (ZNIEFF). Le lac appartient à une association de pêche (l’Aappma Albarine) et est géré par des bénévoles.